# Castril (Grenade)
Pour les articles homonymes, voir Castril (Guadiana Menor).
Castril est une commune de la communauté autonome d'Andalousie, dans la province de Grenade, en Espagne.

## Administration
| Période                                  | Période | Identité             | Étiquette | Qualité |
| ---------------------------------------- | ------- | -------------------- | --------- | ------- |
| 2011                                     | 2021    | Miguel Pérez Jiménez | N/A       |         |
| Les données manquantes sont à compléter. |         |                      |           |         |